# Colombo cappuccino

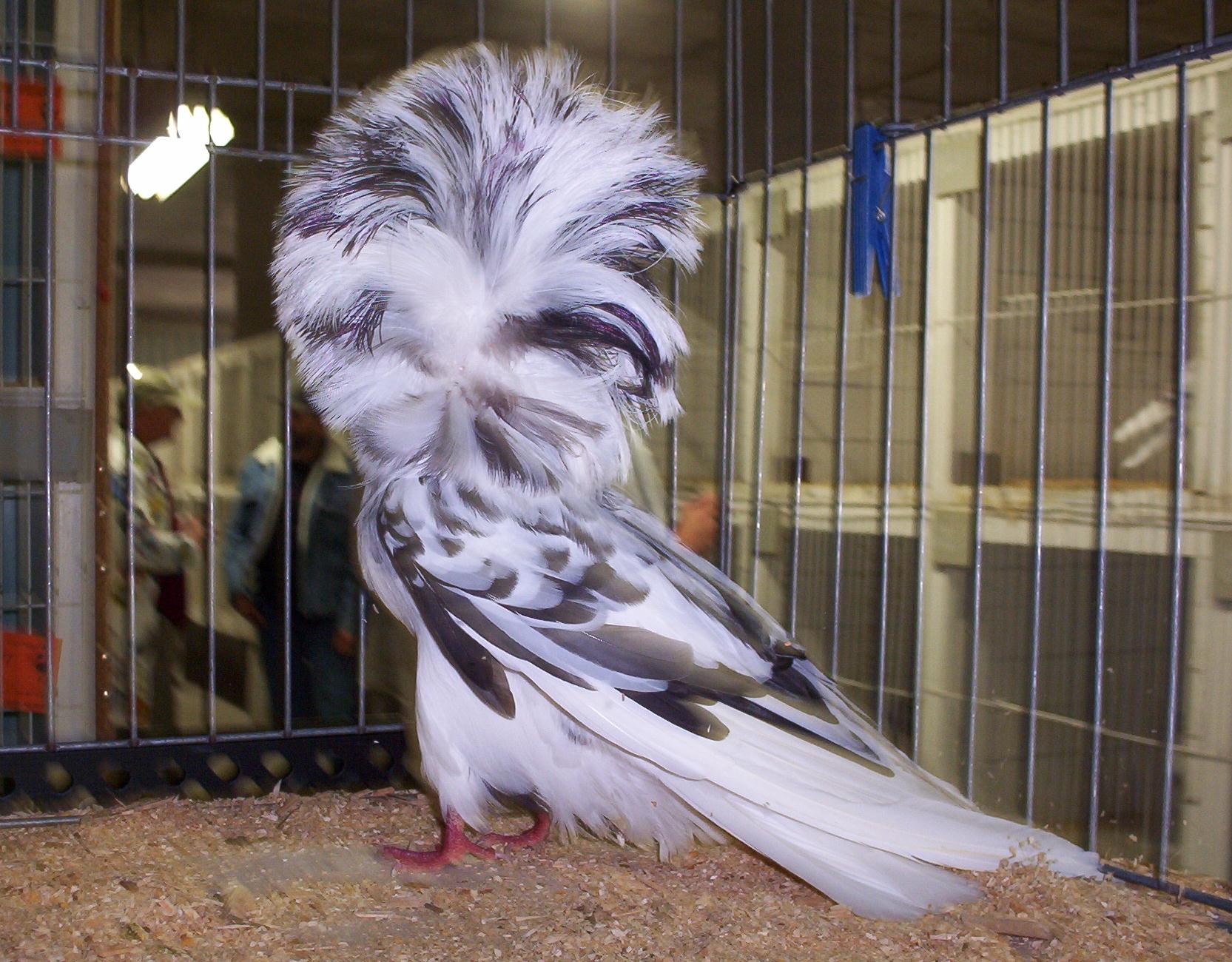
Colombo cappuccino

Il Colombo Cappuccino o Colombo Cappuccio è una razza di colombi, originaria dell'India, appartenente al gruppo delle razze ornamentali o decorative. Come la generalità delle razze allevate, è stata presumibilmente selezionata nel corso della domesticazione della Columba livia ed ha origini alquanto remote. È allevato in varie regioni del mondo fra cui India, Stati Uniti, Europa.

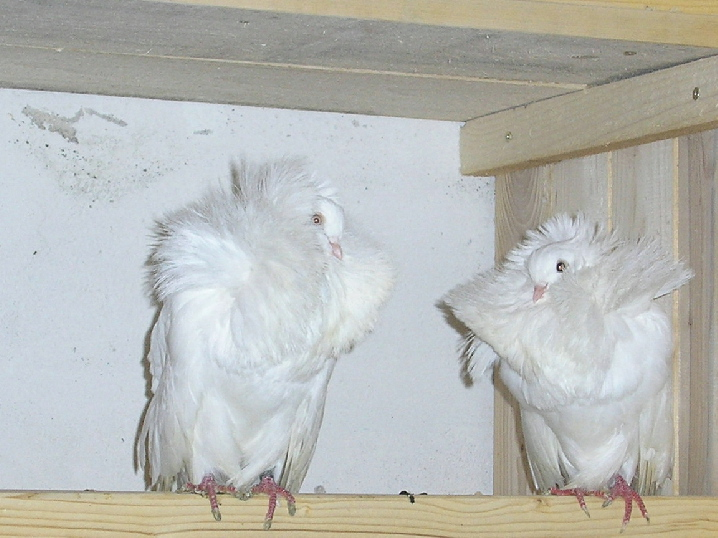
Colombi cappuccini della varietà a piumaggio bianco

## Piumaggio
La caratteristica principale che lo identifica è una vistosa corona di lunghe piume rovesciate che orna il collo e il capo come una criniera. Le decorazioni hanno nomi caratteristici come catena, criniera, cappuccio e spiga (o rosa). Nell'ambito della razza si differenziano diverse varietà per la colorazione del piumaggio e per la forma della decorazione.
La colorazione, in particolare del cappuccio, varia dal bianco al giallo, al rosso, al marrone, al nero, con eventuali barrature o tigrature. Tutte le varietà hanno il capo bianco e generalmente bianche sono le penne delle copritrici caudali e delle remiganti principali.